# 神のラプソディ
『神のラプソディ』（かみのラプソディ）は、2015年4月24日にエウシュリーから発売されたアダルトゲーム。

## 概要
エウシュリー第16作目の作品。今作では初となるヘクス型ダンジョンを採用している。予約特典のアペンドディスクは『彼女たちの裸を覗かないわけにはいかない!!DISC』。また、合同キャンペーンとして記念色紙バインダーがある。
魔楽奏器という、楽器としての機能を備えた武器が登場し、テーマの一つとして音楽を掲げている。

## 登場人物

### 主人公
エルバラード・ハイオン / エルド
声：黒井勇
本作の主人公。知識を得ることが楽しくて研究者として生計を立てている青年。後継者候補として「終の御祠」に招かれ試練をこなすうち、神の戒土にまつわる策謀に巻き込まれていく。
使用武器はディー=フラシュエット。突剣とクラリネットを組み合わせた魔楽奏器。

### メインヒロイン
ラヴィリエ・インタルーデ
声：鮎川ひなた
エルドの幼馴染で、冒険者を目指して修行しているバリハルト信徒。
使用武器はロゼ=キャヴァリエル。戦斧とコントラバスを組み合わせた魔楽奏器。
ミストリア
声：桃山いおん
終の御祠でエルド達と出会ったミステリアスな女性。
使用武器はアン=マスケレイディア。弓とハープを組み合わせた魔楽奏器。

### 後継者候補
終の御祠に集結した中から更に選別された百人。
リーシェ
声：有栖川みや美
多くの人を癒やしたいという夢を持つ獣人。
使用武器はリュボー＝ストルヴァ。注射器。
グ・ランディオ＝ベルカトレ
声：正倉院御物
グ族の次期族長候補を務める半人半馬。実直な性格をしておりエルドの良き友であるがそれゆえに対立する。
使用武器はソ・エル＝グゥイトス。蹄鉄。
カレマ
声：野ノ宮恋
全身鎧を纏い正体不明の後継者候補。
使用武器はフラウォーネス。槍。
グラリッサ
声：AIRI
戦闘狂の豹虎人。強者と戦うためだけに後継者候補に名乗りでた。
使用武器はザインヒルデ。双剣。
アドゥルクフェル / アフェル
声：あかね花鶏
教官を務める後継者候補。ルーンエルフでありながら革新的な考えを持っている。
使用武器はテスタメーラ。銃。
アラルガンド
声：風霧瞬
武の最強を目指し後継者候補に名乗りでた熊獣人。礼節を重んじる。
使用武器はメ・ゼアン＝ブリュナ 。大剣。
ノエリア
声：花澤さくら
竜族の少女。竜化が上手くいかずまだ未熟のため、他人を遠ざけている。
使用武器はデア＝ゲテンメルグ。槍の魔楽奏器。
ルトリーチェ
声：秋野花
発明家かつ技術屋の少女。自らを機械化しており、寿命をのばす知識を得るため後継者候補に名乗り出る。
使用武器はオスティナード（声：秋月秀行）。先史文明を魔導人形を模したゴーレム。
ゼルガイン・ウェルエンス
声：城樹翔
自他共認める若き勇者。アークパリスの信徒で、エルドの思想と真っ向から対立する。
使用武器はノールフェクタル。大剣。
シャルディオ
声：相良文雄
影に徹するヴァリエルフ。
使用武器はシャニヒテン。杖。
ブラハロッカ
声：小次狼
力と権力に惹かれ後継者候補に名乗り出る。
使用武器はオルヘイム。双剣。

### 協力者
後継者候補に協力するため契約した者達。信頼し合ったものにしか成立しない。
ネコル
声：春山色葉
盗賊をしている群れから離れた犬狼。終の御祠に富が集約するせいで貧しいと信じ、嫌がらせとして試練の邪魔をしている。
使用武器はラ＝フィンガーズ。短剣に鈴が付いている。
フォルニスゲイン / ルニ
声：鈴谷まや
恥ずかしがり屋の幻蟹貝。ハウとリィンに襲われたところを救出される。
使用武器は幻蟹貝の真珠 。ハサミの噛み合わせで音を出す。
パトラ
声：一ノ宮葵
種族的に飛べない風精霊（風鵡霊）。争いを否定し仲裁として試練を邪魔をしている。
使用武器はファタ＝カプリエント。杖とヴァイオリンを組み合わせた魔楽奏器。
緝戯（ツムギ）
声：鈴藤ここあ
永い封印から覚めた少女。神の戒土の成り立ちに深く関わっている。
使用武器は今昔百鬼・清姫。筆。
プリチェノ
声：藤森ゆき奈
氷精の力を宿した水精の少女。発生してまもなく、善悪の区別がつかず暴れていた。
使用武器はブランプリュイ。傘。
メザルボ
声：八王子タカオ
多くの同族を連れ彷徨う不死者。
使用武器はエトゥスタード。槌。
アガーテ
声：涼森ちさと
トラウマから歌うことを厭うネレイディア。
使用武器は漣の筒。角笛と歌声を組み合わせた魔楽奏器。
エルガミセラ
声：平野響子
終の御祠に住むエーテル体の女性。見初めた人物を一流に育て上げることを喜びとし、エルドに協力する。
使用武器はティラフィオレ。傘。
フォルザスレイン
声：加々良真央
アークパリスに仕える力天使。盟約により介入はしないものの、クヴァルナ大平原の動向を監視している。
使用武器はノイエ＝ソルディアス。連接剣とフルートを組み合わせた魔楽奏器。
コリドーラ
声：池田理子
神の戒土に協力する魔人の魔術師。研究のために骨を折ってくれた神の戒土に忠誠を誓う。
使用武器はアル＝ナハトラオム。杖とベルを組み合わせた魔楽奏器。
リヲ
声：上原あおい
異界からの来訪者たる魔神。自らの生に厭いている。
使用武器はヴェルメデューナ 。手枷。
スピリ
声：宮沢ゆあな
デルシナスの神格者。とある魔神を追っている。
使用武器はフォル＝デスティリア 。チェーンソーとキーボードを組み合わせた魔楽奏器。

## スタッフ
- エグゼクティブ・プロデューサー - 藤原行宏
- 原画 - みつき、やくり、うろ、よしだたくま
- シナリオ - 高杉九郎、箱十、悠誠

## 主題歌
オープニングテーマ「神託のConductor」
作詞 - 松長暁生 / 作編曲 - Emotional Union / 歌 - AiRI×飛蘭
エンディングテーマ「only funeral」
作詞 - 松長暁生 / 作編曲 - 柳英一朗 / 歌 - anporin